# Gerald T. Gibbons
Gerald T. Gibbons (* 30. Juli 1934 in Rhode Island; † 20. Januar 2007) war ein US-amerikanischer Politiker (Demokratische Partei) und von 1999 bis 2000 Bürgermeister von Warwick, Rhode Island.

## Leben
Gibbons wuchs zusammen mit vier Schwestern und zwei Brüdern in Warwick, Rhode Island auf. Er besuchte die Aldrich High School und macht dort 1952 seinen Abschluss. Von 1952 bis 1955 gehörte er der United States Navy an und diente auf der USS Putnam (DD-757). Später absolvierte er Kurse zur beruflichen Weiterbildung am Bryant College, der University of Rhode Island und der Northeastern University. Gibbons arbeitete 17 Jahre als Einkaufssachbearbeiter der Stadt Warwick.
Gibbons wurde als Demokrat insgesamt fünfmal für zweiten Wahlbezirk in das Warwick City Council gewählt. Im Stadtrat wurde er insgesamt dreimal zum Council President gewählt. Als solcher übernahm er 1999 das vakante Amt des Bürgermeisters der Stadt, nachdem der bisherige Amtsinhaber Lincoln Chafee am 2. November von Gouverneur Lincoln Almond dazu bestimmt worden war, den vakanten Sitz seines verstorbenen Vaters John Chafee im US-Senat einzunehmen. Bei der im Februar 2000 stattfindenden Nachwahl für das Amt des Bürgermeisters unterlag Gibbons seinem republikanischen Kontrahenten Scott Avedisian mit 29 % zu 59 % der abgegebenen Stimmen.
Gibbons war verheiratet und hatte zwei Söhne.